# Markus Howard
Markus Anthony Howard (ur. 3 marca 1999 w Morristown) – amerykański koszykarz, występujący na pozycji rozgrywającego, od 2023 zawodnik Cazoo Baskonia.
W 2015 zdobył złoty medal, podczas turnieju Nike Global Challenge.
Jego starszy brat Jordan jest także koszykarzem.
17 lipca 2022 dołączył do hiszpańskiego Cazoo Baskonia.

## Osiągnięcia
Stan na 11 października 2023, na podstawie, o ile nie zaznaczono inaczej.
NCAA
- Uczestnik rozgrywek turnieju NCAA (2017, 2019)
- Koszykarz roku konferencji Big East (2019)[6]
- Laureat nagrody Senior CLASS Award (2020)[7]
- Zaliczony do:
  - I składu:
    - All-American (2020)
    - Big East (2019, 2020)
    - turnieju Big East (2019)
    - najlepszych pierwszorocznych zawodników Big East (2017)

  - II składu:
    - All-American (2019)
    - Big East (2018)
- Lider:
  - strzelców NCAA (2020 – 27,8)[8]
  - NCAA w skuteczności rzutów za 3 punkty (2017 – 54,7%)
  - Big East w:
    - średniej punktów (2019 – 25, 2020)
    - liczbie:
      - punktów (2019 – 851, 2020 – 806)
      - celnych i oddanych rzutów:
        - z gry (2019, 2020)
        - za 3 punkty (2020)
        - wolnych (2019, 2020)

    - skuteczności rzutów:
      - za 3 punkty (2017)
      - wolnych (2018 – 93,8%, 2019 – 89%)

  - wszech czasów Big East w liczbie:
    - punktów (2761)
    - celnych rzutów za 3 punkty (434)
- Zawodnik kolejki Big East (14 x)
- Najlepszy pierwszoroczny zawodnik kolejki Big East (16.01.2017, 7.03.2017)

Indywidualne
- Zaliczony do I składu ligi hiszpańskiej (2023)
- Lider ligi hiszpańskiej w skuteczności rzutów za 3 punkty (2023)

Reprezentacja
- Mistrz:
  - świata U–17 (2016)
  - Ameryki U–16 (2015)